# Lijst van LEGO-computerspellen
Hieronder een lijst van computerspellen van de Deense speelgoedfabrikant LEGO. Tegenwoordig worden (bijna) alle LEGO-computerspellen gemaakt door de game developer TT Games.

## Spellen
| Naam                                             | Samenvatting | Uitgebracht | Platform | Opmerkingen                                                                                  |
| ------------------------------------------------ | --- | ----------- | --- | -------------------------------------------------------------------------------------------- |
| LEGO Island                                      | Computerspel waarin de speler door een LEGO-wereld gaat als Pepper Roni en opdrachten moet doen.                                       | 1997        | Windows |                                                                                              |
| LEGO Creator                                     | Spel waarin je zelf kan bouwen | 1998        | Windows |                                                                                              |
| LEGO Loco                                        | Spel waarin de speler een stad bouwt, met de bedoeling alles te verbinden door een treinlijn.                                          | 1998        | Windows | Kan door middel van een LAN met meerdere computers gespeeld worden.                          |
| LEGO Chess                                       | Een LEGO schaak-spel met oefeningen.                                                                                                   | 1998        | Windows |                                                                                              |
| LEGO Racers                                      | Een race-spel gebaseerd op het gelijknamige lego-thema.                                                                                | 1999        | Windows Nintendo 64 PlayStation Game Boy Color                                                               |                                                                                              |
| Legoland                                         | Spel waarin de speler een manager van een Legoland-pretpark speelt en aan het park bouwt.                                              | 1999        | Windows |                                                                                              |
| LEGO Friends                                     | Een LEGO-spel voor meisjes. | 1999        | Windows |                                                                                              |
| LEGO Rock Raiders                                | Spel gebaseerd op het gelijknamige LEGO-thema                                                                                          | 1999        | Windows PlayStation                                                                                          |                                                                                              |
| LEGO Stunt Rally                                 | Een race-spel | 2000        | Windows PlayStation (niet uitgebracht) Game Boy Color                                                        |                                                                                              |
| LEGO Alpha Team                                  | Een spel waarbij je Dash Justice een pad moet laten volgen die je zelf hebt opgezet, om zijn vrienden te redden.                       | 2000        | Windows Game Boy Color                                                                                       |                                                                                              |
| LEGO My Style: Preschool                         | | 2000        | Windows |                                                                                              |
| LEGO My Style: Kindergarden                      | | 2000        | Windows |                                                                                              |
| LEGO Creator: Knights' Kingdom                   | Hetzelfde als LEGO Creator maar dan in een kasteelwereld.                                                                              | 2000        | Windows Game Boy Advance (2004)                                                                              |                                                                                              |
| LEGO Eiland 2: De wraak van Dondersteen          | Vervolg op LEGO Island. | 2001        | Windows PlayStation Game Boy Color Game Boy Advance                                                          |                                                                                              |
| LEGO Racers 2                                    | Vervolg op LEGO Racers. | 2001        | Windows PlayStation 2 Game Boy Advance                                                                       |                                                                                              |
| LEGO Bionicle: The Legend of Mata Nui            | | 2001        | Windows | Niet uitgekomen.                                                                             |
| LEGO BIONICLE: Tales of the Tohunga              | | 2001        | Game Boy Advance                                                                                             | Later opgedoopt tot BIONICLE: Quest for the Toa                                              |
| LEGO Creator: Harry Potter                       | Hetzelfde als LEGO Creator maar dan in de Harry Potter-wereld.                                                                         | 2001        | Windows |                                                                                              |
| Soccer Mania                                     | Een voetbal-spel met LEGO-poppetjes.                                                                                                   | 2002        | Windows PlayStation 2 Game Boy Advance                                                                       |                                                                                              |
| BIONICLE: Matoran Adventures                     | | 2002        | Game Boy Advance                                                                                             |                                                                                              |
| Creator: Harry Potter and the Chamber of Secrets | | 2002        | Windows |                                                                                              |
| Island Xtreme Stunts                             | Vervolg op LEGO Eiland 2: De wraak van Dondersteen                                                                                     | 2002        | Windows PlayStation 2 Game Boy Advance                                                                       |                                                                                              |
| Drome Racers                                     | Een race-spel | 2002        | Windows PlayStation 2 Game Boy Advance (2003) Nintendo GameCube (2003)                                       |                                                                                              |
| GALIDOR: Defenders of the Outer Dimension        | | 2002        | Windows Game Boy Advance                                                                                     |                                                                                              |
| BIONICLE: The Game                               | | 2003        | Windows PlayStation 2 Game Boy Advance Nintendo GameCube Xbox                                                |                                                                                              |
| LEGO Star Wars: The Video Game                   | Gebaseerd op Star Wars | 2005        | Windows PlayStation 2 Game Boy Advance Nintendo GameCube Xbox                                                |                                                                                              |
| BIONICLE: Maze of Shadows                        | | 2005        | Game Boy Advance                                                                                             |                                                                                              |
| BIONICLE Heroes                                  | | 2006        | Windows PlayStation 2 Game Boy Advance Nintendo GameCube Xbox 360 Nintendo DS Wii (2007)                     |                                                                                              |
| LEGO Star Wars II: The Original Trilogy          | Vervolg op LEGO Star Wars: The Video Game                                                                                              | 2006        | Windows PlayStation 2 Game Boy Advance Nintendo GameCube Xbox Xbox 360 Nintendo DS PlayStation Portable      |                                                                                              |
| LEGO Star Wars: The Complete Saga                | Vervolg op LEGO Star Wars II: The Original Trilogy waarin deel 1 en 2 zijn samengevoegd                                                | 2007        | Xbox 360 Nintendo DS Wii PlayStation 3                                                                       |                                                                                              |
| LEGO Batman: The Videogame                       | | 2008        | Windows PlayStation 2 PlayStation 3 Xbox 360 Nintendo DS Wii PlayStation Portable                            |                                                                                              |
| LEGO Indiana Jones: The Original Adventures      | | 2008        | Windows PlayStation 2 PlayStation 3 Xbox 360 Nintendo DS Wii PlayStation Portable                            |                                                                                              |
| LEGO Rock Band                                   | | 2009        | Xbox 360 Nintendo DS Wii PlayStation 3                                                                       |                                                                                              |
| LEGO Indiana Jones 2: The Adventure Continues    | Vervolg op LEGO Indiana Jones: The Original Adventures                                                                                 | 2009        | Windows Xbox 360 Nintendo DS Wii PlayStation 3 PlayStation Portable                                          |                                                                                              |
| LEGO Battles                                     | | 2009        | Nintendo DS                                                                                                  |                                                                                              |
| LEGO Harry Potter: Jaren 1-4                     | Een spel gebaseerd op het gelijknamige lego-thema.                                                                                     | 2010        | Windows Xbox 360 Nintendo DS Wii Nintendo Switch PlayStation 3 PlayStation Portable                          |                                                                                              |
| LEGO Universe                                    | Een MMORPG in een LEGO-wereld. | 2010        | Windows | Ontwikkeld door NetDevil. Speciaal voor de ontwikkeling van dit spel is een website opgezet. |
| LEGO Star Wars III: The Clone Wars               | Gebaseerd op het Star Wars universum. Het is vooral gefocust op de serie Star Wars: The Clone Wars                                     | 2011        | Microsoft Windows Nintendo DS Nintendo 3DS Wii PlayStation 3 PlayStation Portable Xbox 360                   |                                                                                              |
| LEGO Pirates of the Caribbean                    | Een spel gebaseerd op de eerste vier Pirates of the Caribbean-films.                                                                   | 2011        | Microsoft Windows Nintendo DS Nintendo 3DS Wii PlayStation 3 PlayStation Portable Xbox 360 OS X              |                                                                                              |
| LEGO Harry Potter: Jaren 5-7                     | Een spel gebaseerd op het gelijknamige lego-thema.                                                                                     | 2011        | Windows Xbox 360 Nintendo DS Wii Nintendo Switch PlayStation 3 PlayStation Portable PlayStation Vita         |                                                                                              |
| LEGO Batman 2: DC Super Heroes                   | Een spel gebaseerd op de personages van DC Comics                                                                                      | 2012        | Windows Xbox 360 Nintendo DS Nintendo 3DS Wii Wii U PlayStation 3 PlayStation Vita                           |                                                                                              |
| LEGO Lord of the Rings                           | Een spel gebaseerd op Lord of the Rings trilogie.                                                                                      | 2012        | Windows Xbox 360 Nintendo DS Wii PlayStation 3 PlayStation Vita                                              |                                                                                              |
| LEGO City Undercover                             | Een spel gebaseerd op het LEGO City-thema. Speciaal gemaakt met Nintendo om de Wii U te promoten. Later ook uitgebracht voor de Switch | 2013 2017   | Wii UNintendo Switch                                                                                         |                                                                                              |
| LEGO City Undercover: The Chase Begins           | Een spel gebaseerd op het LEGO City-thema. Speciaal gemaakt met Nintendo om de Nintendo 3DS te promoten.                               | 2013        | Nintendo 3DS                                                                                                 |                                                                                              |
| LEGO Marvel Super Heroes                         | Een spel gebaseerd op de personages van Marvel Comics                                                                                  | 2013        | Xbox 360 Xbox One PlayStation 3 PlayStation 4 PlayStation Vita DS Nintendo 3DS Wii U Nintendo Switch Windows |                                                                                              |
| LEGO The Hobbit                                  | Een spel gebaseerd op The Hobbit (eerste 2 films)                                                                                      | 2014        | Xbox 360 Xbox One PlayStation 3 PlayStation 4 PlayStation Vita Nintendo 3DS Wii U Windows                    |                                                                                              |
| The LEGO Movie Videogame                         | Gebaseerd op De Lego Film | 2014        | Xbox 360 Xbox One PlayStation 3 PlayStation 4 PlayStation Vita Nintendo 3DS Wii U Windows                    |                                                                                              |
| LEGO Batman 3: Beyond Gotham                     | Een spel gebaseerd op de personages van DC Comics                                                                                      | 2014        | Xbox 360 Xbox One PlayStation 3 PlayStation 4 PlayStation Vita DS Nintendo 3DS Wii U Windows                 |                                                                                              |
| LEGO Jurassic World                              | Gebaseerd op de Jurassic Park-filmserie                                                                                                | 2015        | Xbox 360 Xbox One PlayStation 3 PlayStation 4 PlayStation Vita Nintendo 3DS Wii U Nintendo Switch Windows    |                                                                                              |
| LEGO Dimensions                                  | Een spel waarin personages van verschillende films in LEGO vorm bij elkaar komen                                                       | 2015        | Xbox 360 Xbox One PlayStation 3 PlayStation 4 Wii U                                                          |                                                                                              |
| LEGO Marvel’s Avengers                           | Een spel gebaseerd op de Avengers films in het Marvel Cinematic Universe                                                               | 2016        | Xbox 360 Xbox One PlayStation 3 PlayStation 4 PlayStation Vita Nintendo 3DS Wii U Windows                    |                                                                                              |
| LEGO Star Wars: The Force Awakens                | Gebaseerd op het Star Wars universum. Het is vooral gefocust op de film Star Wars: Episode VII: The Force Awakens                      | 2016        | Xbox 360 Xbox One PlayStation 3 PlayStation 4 PlayStation Vita Nintendo 3DS Wii U Windows                    |                                                                                              |
| LEGO Worlds                                      | Een spel waarin de speler zelf mag bouwen                                                                                              | 2017        | Xbox One PlayStation 4 Nintendo Switch Windows                                                               |                                                                                              |
| The LEGO Ninjago Movie Video Game                | Een spel gebaseerd op The LEGO Ninjago Movie                                                                                           | 2017        | Xbox One PlayStation 4 Nintendo Switch Windows                                                               |                                                                                              |
| LEGO Marvel Super Heroes 2                       | Een spel gebaseerd op de personages van Marvel Comics. Vervolg op LEGO Marvel Super Heroes                                             | 2017        | Xbox One PlayStation 4 Nintendo Switch Windows                                                               |                                                                                              |
| LEGO The Incredibles                             | Een spel gebaseerd op The Incredibles en The Incredibles 2                                                                             | 2018        | Xbox One PlayStation 4 Nintendo Switch Windows                                                               |                                                                                              |
| LEGO DC Super-Villains                           | Een spel gebaseerd op de personages van DC Comics. Het is vooral gefocust op de slechteriken                                           | 2018        | Xbox One PlayStation 4 Nintendo Switch Windows                                                               |                                                                                              |
| Lego Star Wars: The Skywalker Saga               | Gebaseerd op het Star Wars-universum. Het verhaal volgt Episode 1-9.                                                                   | 2022        | Xbox One Playstation 4 Nintendo Switch Windows                                                               |                                                                                              |